# Boris de Rachewiltz
Boris de Rachewiltz (geb. Luciano Baratti; * 12. Februar 1926 in Rom; † 3. Februar 1997 in Dorf Tirol) war ein italienischer Ägyptologe.

## Biographie
De Rachewiltz wurde als Sohn eines italienischen Vaters und einer Mutter mit russischen Wurzeln in Rom geboren, sein jüngerer Bruder war der spätere Mongolist und Sinologe Igor de Rachewiltz. Er heiratete 1946 Mary, die Tochter des amerikanischen Dichters Ezra Pound und der Musikerin Olga Rudge, und erwarb mit ihr in der Folge die Brunnenburg in Südtirol. 1947 wurde ihr Sohn Siegfried, 1950 ihre Tochter Patrizia geboren. Zu seinem Schwiegervater pflegte er ein enges Verhältnis. In den 1950ern engagierte er sich für die Rehabilitierung des wegen seiner Bewunderung für den italienischen Faschismus isolierten Pound. Später stellte de Rachewiltz, der Kontakte zur rechtsextremen Szene unterhielt, ihm auch die Brunnenburg als Wohnort zur Verfügung.
De Rachewiltz studierte von 1951 bis 1955 am Päpstlichen Bibelinstitut und von 1955 bis 1957 an der Universität Kairo Ägyptologie. Nach diversen archäologischen und ethnographischen Feldforschungen im Nahen Osten, in Oberägypten und im Sudan unterrichtete er als Professor an der Päpstlichen Universität Urbaniana. Er veröffentlichte zahlreiche wissenschaftliche Studien auf seinem Fachgebiet. 2010 wurde bekannt, dass de Rachewiltz unter dem Decknamen Brando für den italienischen Geheimdienst SISDE tätig gewesen war.